# 合酶
合酶（Synthase）是催化合成反应的酶类。根据国际生化学会酶委员会对酶的EC编号分类系统，合酶是属于裂合酶类（EC4）中的一个亚类。
需要注意的是，合酶与合成酶（Synthetase）是两类不同的酶，最初定义上的合成酶是需要用核苷三磷酸如ATP一类高能分子提供能量的酶类，而合酶则不需要，这是两者的区别。而且，合酶属于裂合酶类（E4），而合成酶则属于连接酶类（E6）。不过，这两者的定义现在有所变化，合酶目前可用于指所有催化合成反应的酶，可以需要三磷酸核苷酸提供能量，也可以不需要，而合成酶则可用作「连接酶」的同义词。

## 例子
- ATP合酶
- 柠檬酸合酶
- 色氨酸合酶
- 假尿苷合酶
- 脂肪酸合酶